# District de Porto
Pour les articles homonymes, voir Porto (homonymie).
Le district de Porto est un district du Portugal correspondant au noyau provincial traditionnel du Douro Litoral.
Il est délimité au Nord par le district de Braga, à l’Est par le District de Vila Real, au Sud par les districts de Viseu et d’Aveiro et enfin à l’Ouest par l’océan Atlantique.
Sa superficie est de l’ordre de 2 395 km2, ce qui en fait le 17e plus grand district. Sa population était de 2 027 191 habitants en 2011.
Sa "capitale" est la ville éponyme de Porto.
Le district de Porto comprend 18 municipalités :
- Amarante
- Baião
- Felgueiras
- Gondomar
- Lousada
- Maia
- Marco de Canaveses
- Matosinhos
- Paços de Ferreira
- Paredes
- Penafiel
- Porto
- Póvoa de Varzim
- Santo Tirso
- Trofa
- Valongo
- Vila do Conde
- Vila Nova de Gaia

Dans l’actuel découpage du pays, le district s’intégre dans la Região Norte, éparpillant ses municipalités entre les sous-régions du Grande Porto, d’Ave et de Tâmega. Pour résumer :
- Région Nord
  - Ave (sous-région)
    - Santo Tirso
    - Trofa

  - Grande Porto
    - Gondomar
    - Maia
    - Matosinhos
    - Porto
    - Póvoa de Varzim
    - Valongo
    - Vila do Conde
    - Vila Nova de Gaia

  - Tâmega
    - Amarante
    - Baião
    - Felgueiras
    - Lousada
    - Marco de Canaveses
    - Paços de Ferreira
    - Paredes
    - Penafiel